# Liste der kerntechnischen Anlagen in Spanien

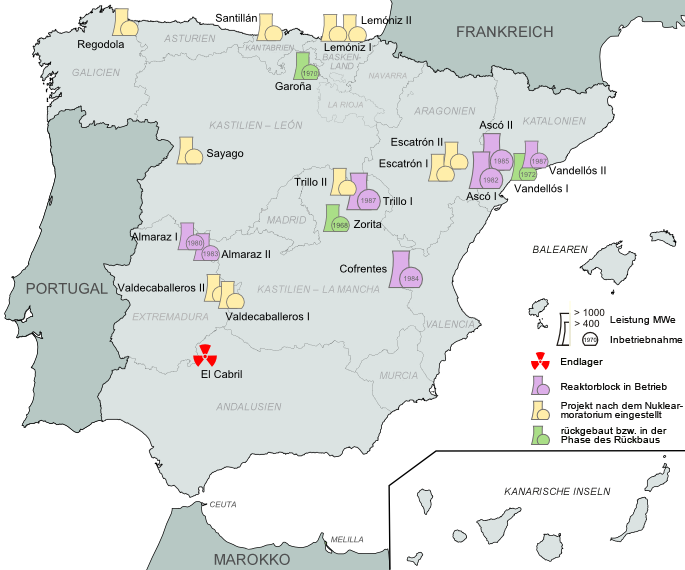
Karte der in Betrieb befindlichen, abgeschalteten oder geplanten kommerziellen Reaktoren und Lagerstätten in Spanien

Entwicklung der Stromproduktion in Spanien nach Energiequelle (Kernenergie ist gelb eingetragen)

Die Liste der kerntechnischen Anlagen in Spanien beinhaltet alle kommerziellen Leistungsreaktoren (Kernkraftwerke), Forschungsreaktoren und andere kerntechnischen Anlagen, die sich aktuell in Betrieb oder in Bau befinden, die derzeit abgeschaltet oder bereits stillgelegt sind, beziehungsweise deren Planung/Bau endgültig aufgegeben wurde.
Auf den Kanaren und Balearen gibt es keine Kernkraftwerke.
1983 wurde ein Moratorium verabschiedet, welches den Atomausstieg einleiten sollte. Auch nach 1983 wurden noch mehrere Reaktorblöcke fertiggestellt, jedoch wurden Neubaupläne verschoben und im Jahr 1994 endgültig verworfen.
Nach der Parlamentswahl 2004 kam es in Spanien zu einem Regierungswechsel: Die sozialistische Partido Socialista Obrero Español (PSOE) löste die konservative Volkspartei Partido Popular (PP) als Regierungspartei ab. Damit änderte sich auch die Kernenergiepolitik. 2006 beschloss die neue Regierung einen Ausstieg aus der Kernenergienutzung bis 2024, der schrittweise erfolgen soll.
Nach dem Regierungswechsel bei der Parlamentswahl 2011, bei der die PP die absolute Mehrheit der Mandate erreichte, wurde im Dezember 2011 beschlossen, in Villar de Cañas ein zentrales Zwischenlager zu errichten.
Im Februar 2012 verkündete der Industrieminister die von der Regierung mit Zustimmung der Aufsichtsbehörde beschlossene Verlängerung der Laufzeit des Kernkraftwerks Santa María de Garoña um fünf Jahre von 2013 auf 2018 und begründete dies damit, auf keine Energieressource verzichten zu können.
In Spanien gibt es Gesetze, die den weiteren Ausbau der Kernenergie untersagen. Die ehemalige spanische Umweltministerin Isabel Tocino (PP) meinte 1999, Spanien könne nur durch den Ausbau der Kernenergie die geplanten Reduktionen der Treibhausgase erfüllen.
Spanien hat sich ganz gegen die Wiederaufarbeitung ausgesprochen, was mit den Risiken der Technologie begründet wurde. Somit gibt es keine Wiederaufarbeitungsanlagen in Spanien.
1980 wurde der Consejo de Seguridad Nuclear (CSN, Rat für nukleare Sicherheit) eingesetzt, der die Fragen zur nuklearen Sicherheit und zum Strahlenschutz klärte. 2008 empfahl der CSN, über den Betreiber Endesa wegen eines Vorfalls im Reaktor Ascó 1 im Jahr 2007 eine Geldbuße über 90 Millionen Euro zu verhängen.
Die Lizenzierung erfolgt im Rahmen eines geänderten Gesetzes von 1964. Spanien hat den Atomwaffensperrvertrag als Staat ohne Atomwaffen unterzeichnet.

## Kernkraftwerke
Unter die Gruppierung Kernkraftwerke fallen alle Leistungsreaktoren und Prototypanlagen, die zur kommerziellen Stromerzeugung genutzt werden bzw. wurden.

### Leistungsdaten
Es sind fünf Kernkraftwerke mit insgesamt sieben Reaktorblöcken und einer installierten Bruttoleistung von insgesamt 7.416 MW am Netz, drei Reaktorblöcke an drei Standorten mit einer Bruttogesamtleistung von 1.116 MW wurden bereits abgeschaltet. Als erster kommerziell genutzter Reaktor Spaniens wurde der Reaktorblock José Cabrera bei Zorita am 14. Juli 1968 in Betrieb genommen. Der älteste Reaktorblock, der noch genutzt wird, ist der Reaktor Almaraz-1, der am 1. September 1983 in Betrieb genommen wurde. Das Kernkraftwerk Almaraz ist mit zwei Reaktorblöcken mit einer installierten Bruttogesamtleistung von 2.093 MW insgesamt das leistungsstärkste. Der Reaktor in Cofrentes ist mit einer Bruttoleistung von 1.102 MW der leistungsstärkste einzelne Reaktorblock.
2012 wurden in den spanischen Kernkraftwerken 58.701,03 GWh Elektrizität produziert, was einem Anteil von etwa 20,52 Prozent der Gesamtstromerzeugung entsprach.
| Name              | Block | Reaktor- typ | Modell      | Status      | Leistung [MWe] | Leistung [MWe] | Therm. Leistung [MWt] | Bau- beginn | Erste Kritika- lität | Erste Netz- synchro- nisation | Kommer- zieller Betrieb (geplant) | Abschal- tung (geplant) | Ein- speisung [TWh] |
| Name              | Block | Reaktor- typ | Modell      | Status      | Netto          | Brutto         | Therm. Leistung [MWt] | Bau- beginn | Erste Kritika- lität | Erste Netz- synchro- nisation | Kommer- zieller Betrieb (geplant) | Abschal- tung (geplant) | Ein- speisung [TWh] |
| ----------------- | ----- | ------------ | ----------- | ----------- | -------------- | -------------- | --------------------- | ----------- | -------------------- | ----------------------------- | --------------------------------- | ----------------------- | ------------------- |
| Almaraz           | 1     | PWR          | WH 3LP      | In Betrieb  | 1011 (900)     | 1049           | 2947                  | 03.07.1973  | 05.04.1981           | 01.05.1981                    | 01.09.1983                        | (11.2027)               | 295,37              |
| Almaraz           | 2     | PWR          | WH 3LP      | In Betrieb  | 1006 (900)     | 1044           | 2947                  | 03.07.1973  | 19.09.1983           | 08.10.1983                    | 01.07.1984                        | (10.2028)               | 292,62              |
| Ascó              | 1     | PWR          | WH 3LP      | In Betrieb  | 995            | 1033           | 2941                  | 16.05.1974  | 16.06.1983           | 13.08.1983                    | 10.12.1984                        | (2030)                  | 284,97              |
| Ascó              | 2     | PWR          | WH 3LP      | In Betrieb  | 997            | 1027           | 2941                  | 07.03.1975  | 11.09.1985           | 23.10.1985                    | 31.03.1986                        | (2031)                  | 279,24              |
| Cofrentes         | 1     | BWR          | BWR-6       | In Betrieb  | 1064 (939)     | 1102           | 3237                  | 09.09.1975  | 23.08.1984           | 14.10.1984                    | 11.03.1985                        | (11.2030)               | 303,05              |
| José Cabrera      | 1     | PWR          | WH 1LP      | Stillgelegt | 141 (153)      | 150            | 510                   | 24.06.1964  | 30.06.1968           | 14.07.1968                    | 13.08.1969                        | 30.04.2006              | 34,63               |
| Santa María de G. | 1     | BWR          | BWR-3       | Stillgelegt | 446 (440)      | 466            | 1381                  | 01.09.1966  | 05.11.1970           | 02.03.1971                    | 11.05.1971                        | 02.08.2017              | 126,98              |
| Trillo            | 1     | PWR          | PWR 3 loops | In Betrieb  | 1003 (990)     | 1066           | 3010                  | 17.08.1979  | 14.05.1988           | 23.05.1988                    | 06.08.1988                        | (2035)                  | 269,99              |
| Vandellòs         | 1     | GCR          | –           | Stillgelegt | 480            | 500            | 1670                  | 21.06.1968  | 11.02.1972           | 06.05.1972                    | 02.08.1972                        | 31.07.1990              | 53,63               |
| Vandellòs         | 2     | PWR          | WH 3LP      | In Betrieb  | 1047 (930)     | 1087           | 2941                  | 29.12.1980  | 14.11.1987           | 12.12.1987                    | 08.03.1988                        | (2034)                  | 264,32              |

1. ↑  BWR-6 (Mark 3)
2. ↑  Der Reaktor wurde am 6. Juli 2013 abgeschaltet (Suspended Operation Date); am 2. August 2017 wurde er dann endgültig stillgelegt (Permanent Shutdown), ohne dass er dazwischen noch einmal in Betrieb genommen wurde.

### Bilder

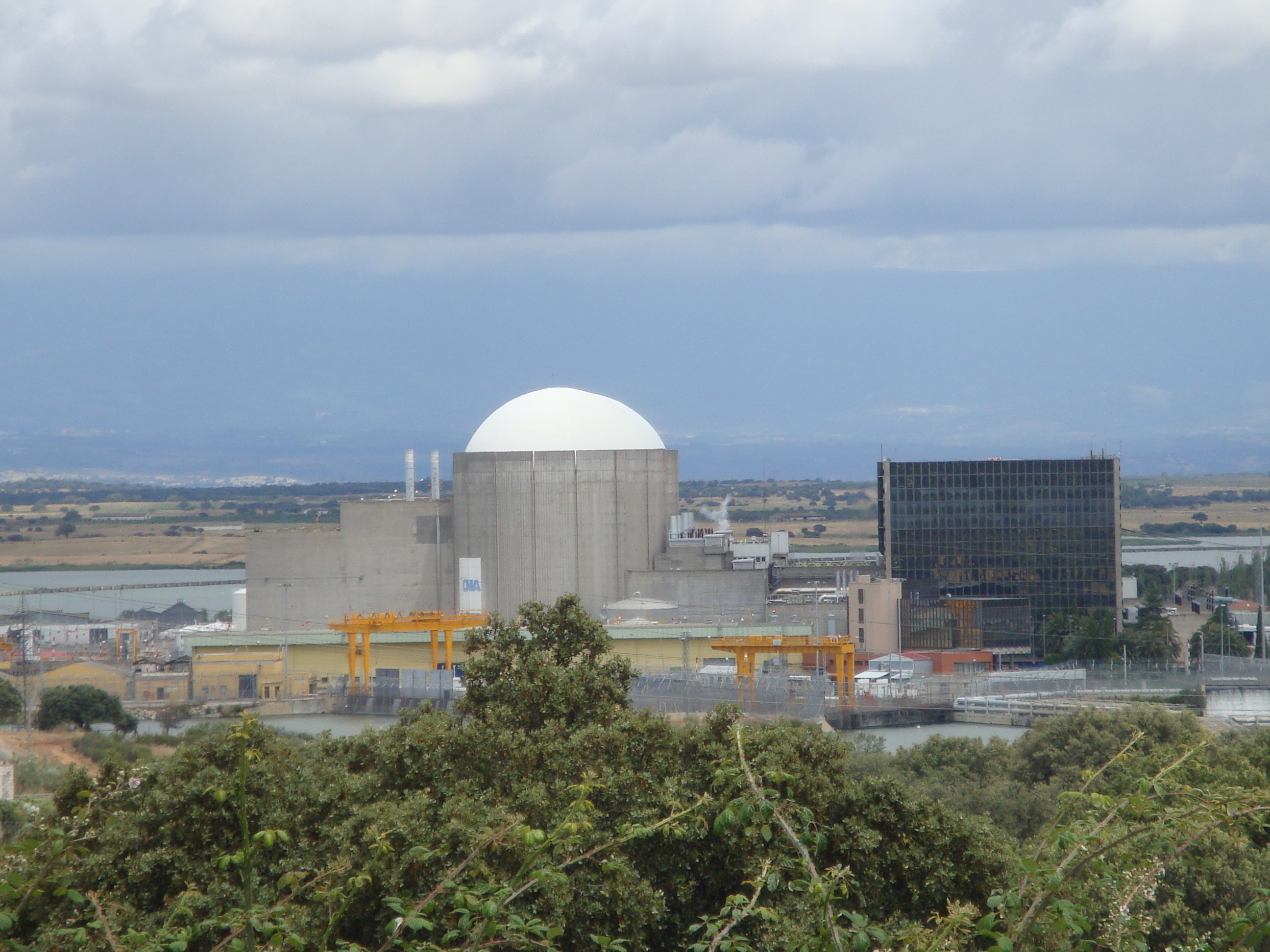
Kernkraftwerk Almaraz
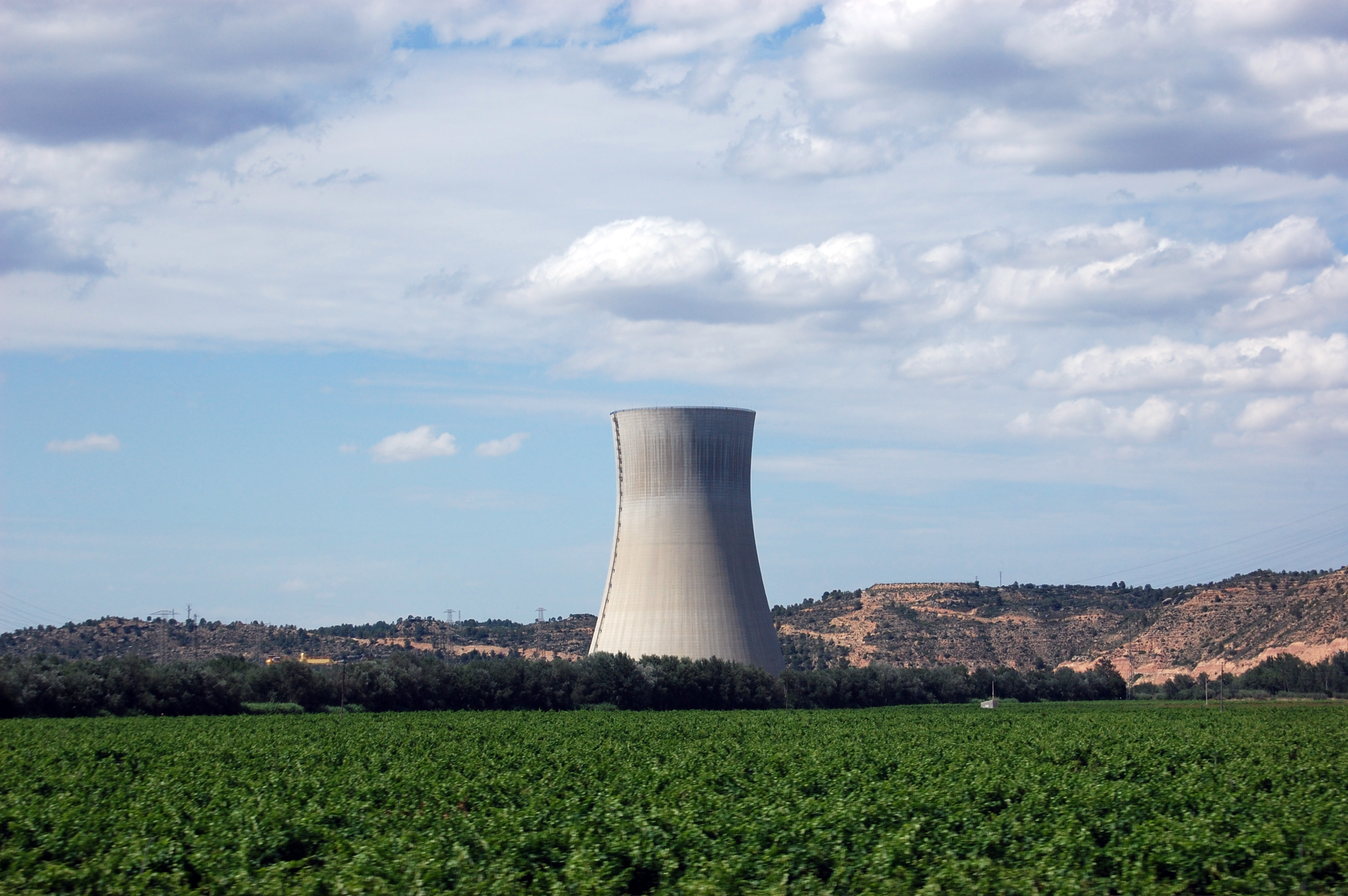
Der Kühlturm des Kernkraftwerks Ascó
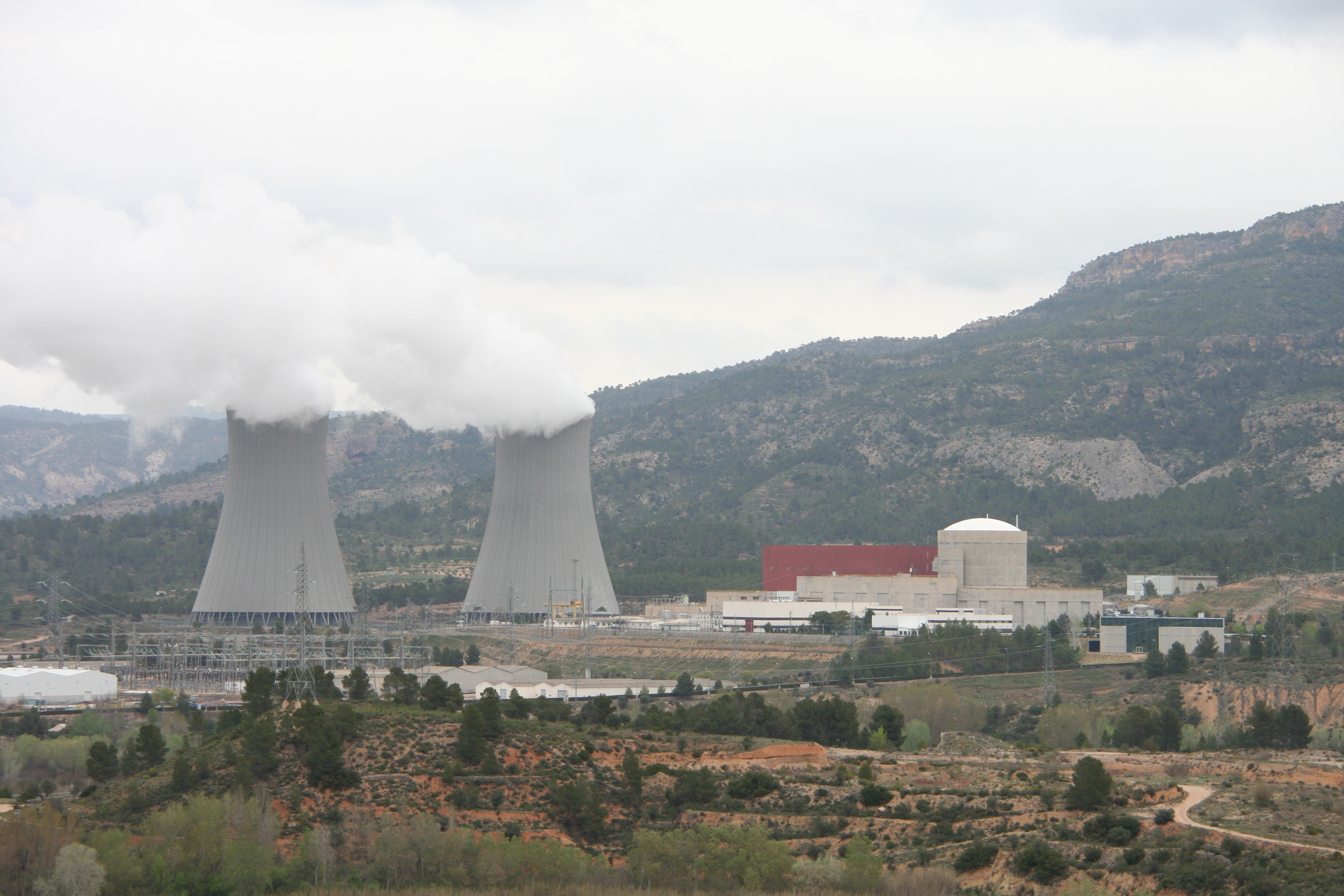
Kernkraftwerk Cofrentes
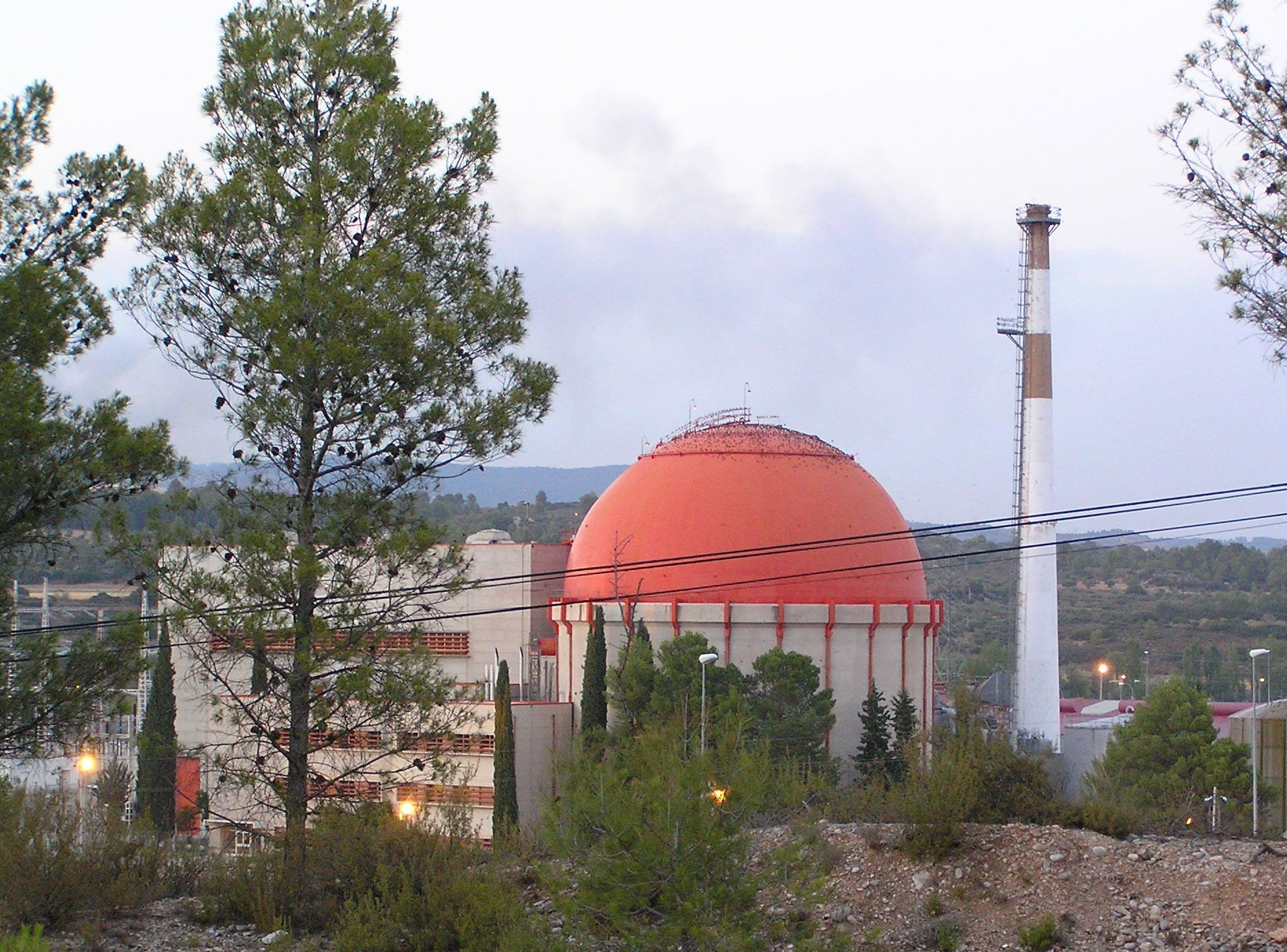
Kernkraftwerk José Cabrera
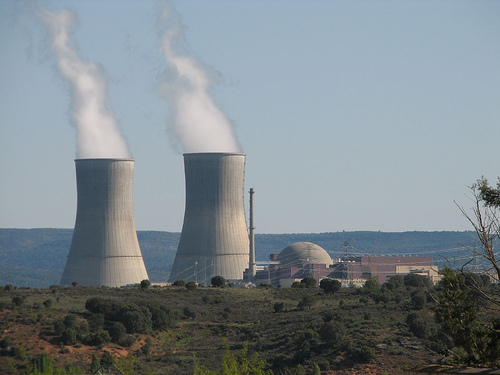
Kernkraftwerk Trillo
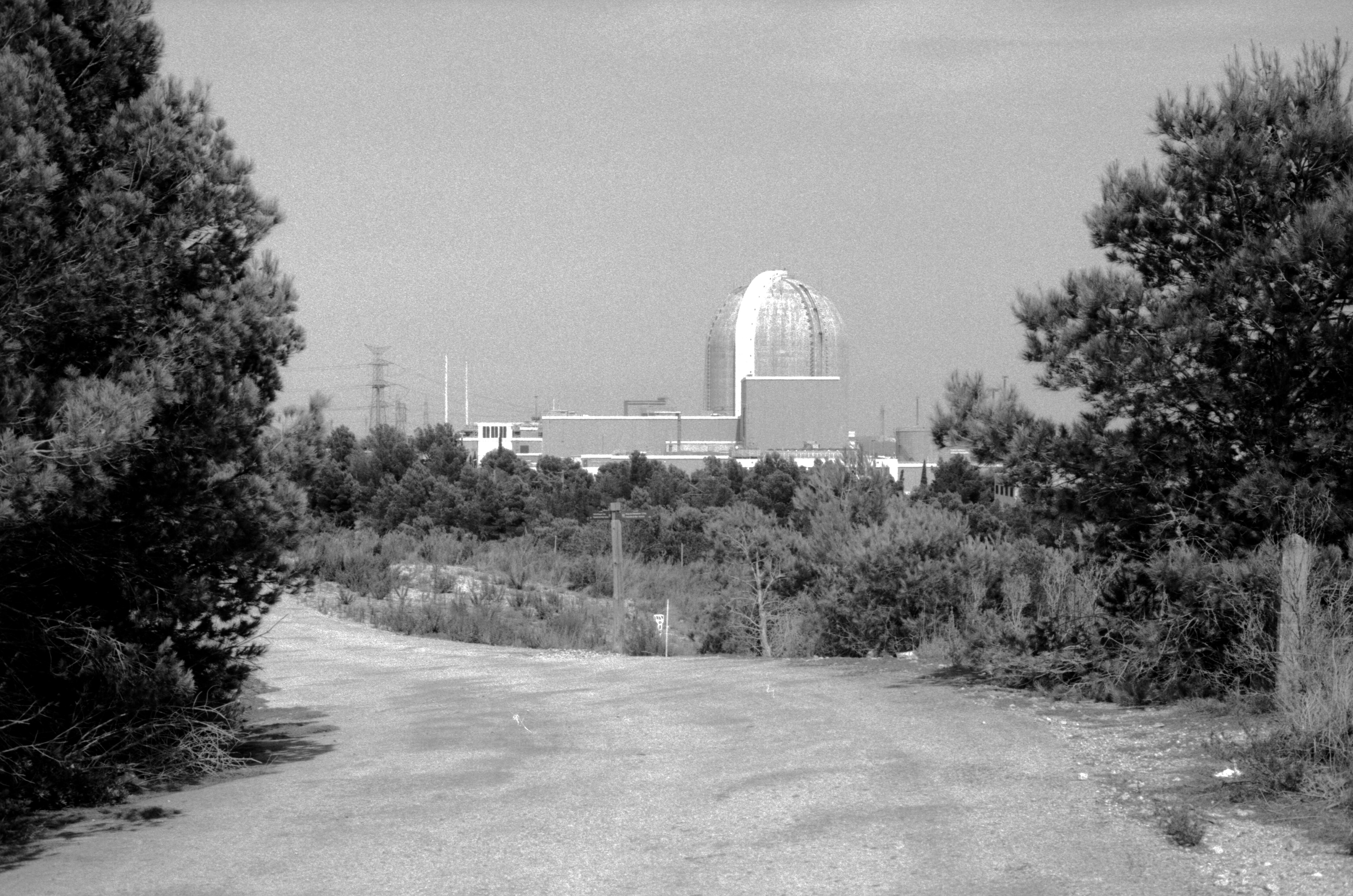
Kernkraftwerk Vandellòs 2

## Kernkraftwerke ohne Betriebsaufnahme
Unter die Gruppierung Kernkraftwerke ohne Betriebsaufnahme fallen alle Leistungsreaktoren, deren Planung bzw. Bau endgültig eingestellt wurde.
In Spanien wurde bei vier Reaktorblöcken an zwei Standorten mit einer Bruttoleistung von insgesamt 3.810 MW bereits mit dem Bau begonnen, diese jedoch nicht fertiggestellt. Weitere vier Reaktorblöcke an jeweils einem eigenen Standort mit einer geplanten Bruttoleistung von insgesamt 4.005 MW wurden bereits im Planungsstadium verworfen.

### Leistungsdaten
Diese Liste ist mit einem Klick auf  im jeweiligen Tabellenkopf sortierbar.
| Standort          | Nettoleistung | Bruttoleistung | Reaktortyp         | Bau- beginn | Planungen/ Bau eingestellt |
| ----------------- | ------------- | -------------- | ------------------ | ----------- | -------------------------- |
| Lemóniz 1         | 883 MW        | 930 MW         | Druckwasserreaktor | 14.03.1974  | 01.04.1984                 |
| Lemóniz 2         | 883 MW        | 930 MW         | Druckwasserreaktor | 14.03.1974  | 01.04.1984                 |
| Regodola          | 900 MW        | 930 MW         | Druckwasserreaktor | —           | 17.01.1995                 |
| Sayago            | 1.030 MW      | 1.075 MW       | Druckwasserreaktor | —           | 06.09.1996                 |
| Trillo 2          | 950 MW        | 1.000 MW       | Druckwasserreaktor | —           | 01.04.1984                 |
| Valdecaballeros 1 | 939 MW        | 975 MW         | Siedewasserreaktor | 17.08.1979  | 01.04.1984                 |
| Valdecaballeros 2 | 939 MW        | 975 MW         | Siedewasserreaktor | 17.08.1979  | 01.04.1984                 |
| Vandellòs 3       | 900 MW        | 1.000 MW       | Druckwasserreaktor | —           | 02.09.1995                 |

### Bilder

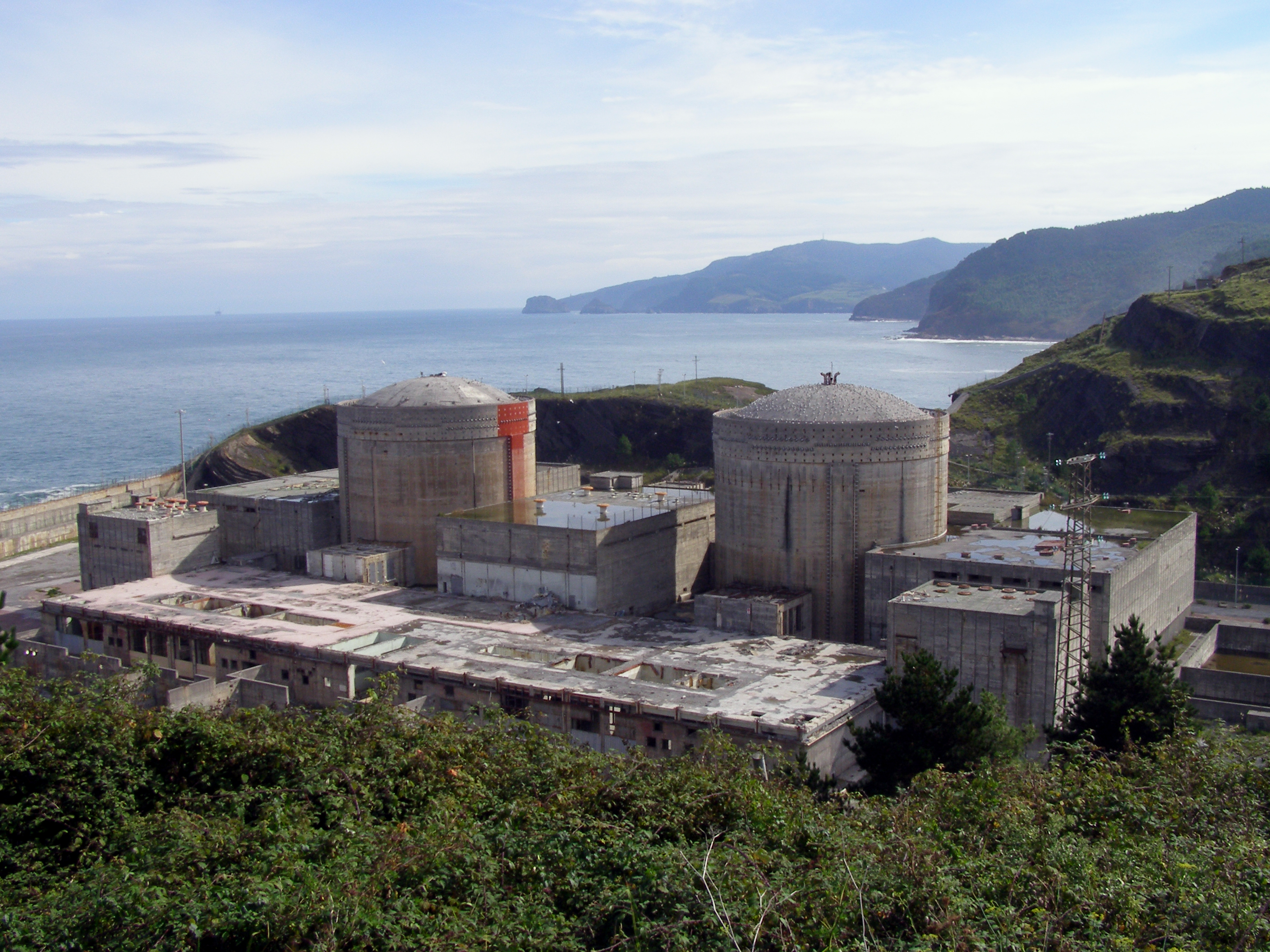
Kernkraftwerk Lemóniz
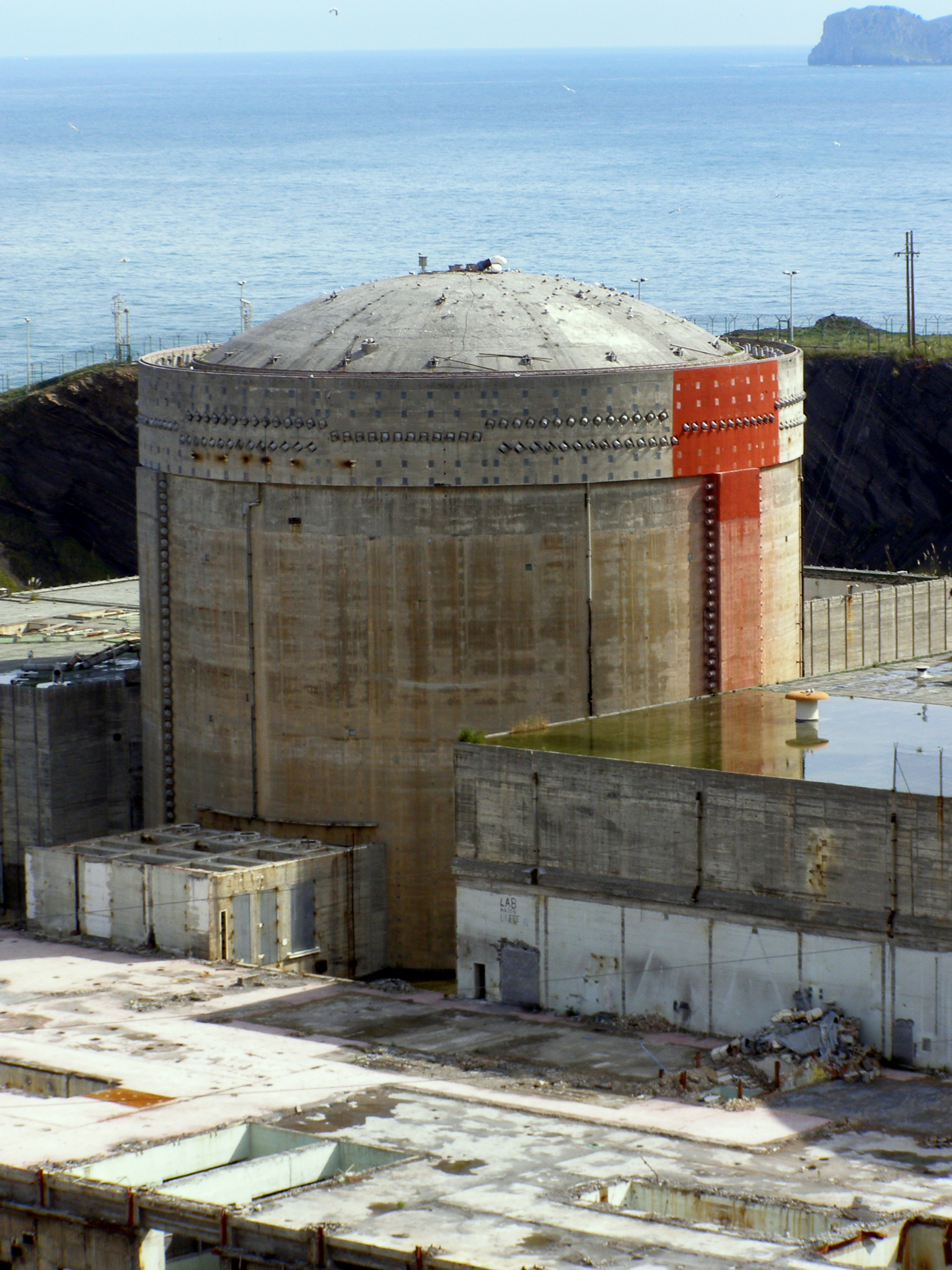
Der erste Reaktorblock im Kernkraftwerk Lemóniz
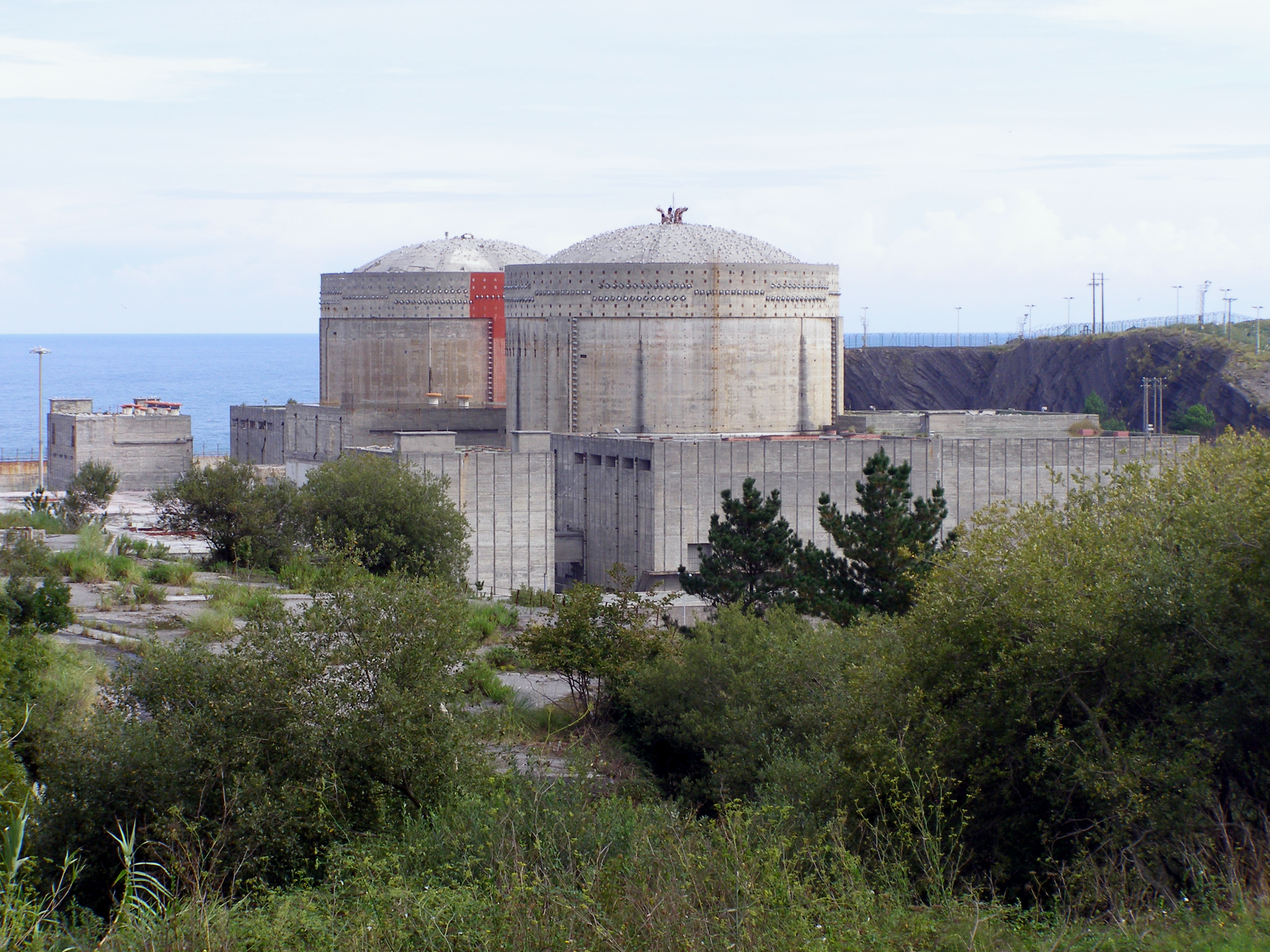
Kernkraftwerk Lemóniz

## Forschungsreaktoren
Unter die Gruppierung Forschungsreaktor fallen Kernreaktoren, die nicht der Stromerzeugung dienen, sondern überwiegend zu Forschungszwecken (kern- und materialtechnische Untersuchungen, Isotopenproduktion für Medizin und Technik) genutzt werden. In Spanien gibt es insgesamt vier Forschungsreaktoren. Drei davon wurden bereits endgültig stillgelegt, einer ist derzeit abgeschaltet.
Diese Liste ist mit einem Klick auf  im jeweiligen Tabellenkopf sortierbar.
| Farbcodes: | Stillgelegt | Abgeschaltet |

| Name des Reaktors      | Standort/Betreiber                                                     | Thermische Leistung | Reaktortyp          | Status       | Baubeginn  | Inbetrieb- nahme | Abschaltung |
| ---------------------- | ---------------------------------------------------------------------- | ------------------- | ------------------- | ------------ | ---------- | ---------------- | ----------- |
| ARBI REACTOR           | Centro de Investigación Tecnológica                                    | 10 kW               | Argonaut            | Stillgelegt  | 15.03.1960 | 26.06.1962       | 01.02.1975  |
| ARGOS RESEARCH REACTOR | Universitat Politècnica de Catalunya                                   | 1 kW                | Argonaut            | Stillgelegt  | 01.01.1960 | 01.06.1961       | 01.09.1975  |
| CORAL-I                | Centro de Investigaciones Energéticas, Medioambientales y Tecnológicas | 0,05 kW             | kritische Anordnung | Stillgelegt  | 01.01.1965 | 28.03.1968       | 01.06.1988  |
| JEN-1 MOD              | Centro de Investigaciones Energéticas, Medioambientales y Tecnológicas | 3000 kW             | Schwimmbadreaktor   | Abgeschaltet | 01.04.1957 | 09.10.1958       | 18.02.1987  |

## Zwischenlager
Hier werden spanische Zwischenlager aufgeführt.
| Standort        | Lage                | Abfallart               | Status          | Inbetriebnahme |
| --------------- | ------------------- | ----------------------- | --------------- | -------------- |
| Villar de Cañas | Kastilien-La Mancha | Hochradioaktive Abfälle | Bau beschlossen |                |

## Endlager
Hier werden spanische Endlager aufgeführt. Derzeit gibt es ein Endlager in Spanien.
| Standort  | Lage       | Abfallart                              | Fassungsvermögen | Status     | Inbetriebnahme |
| --------- | ---------- | -------------------------------------- | ---------------- | ---------- | -------------- |
| El Cabril | Andalusien | Schwach- und mittelradioaktive Abfälle | 36.000 m3        | In Betrieb | 1991           |